# Sebastian Späth
Sebastian Späth  ist ein deutscher Wirtschaftswissenschaftler.

## Leben
Nach dem Studium des Wirtschaftsingenieurwesens an der TH Karlsruhe erwarb er einen Mastertitel an der Technischen Universität Linköping. An der Universität St. Gallen promovierte er. Er war Postdoktorand am Lehrstuhl für Strategisches Management und Innovation an der ETH Zürich. Seit 2013 ist er Professor (W3) für Betriebswirtschaftslehre, insbesondere Digitale Märkte an der Universität Hamburg.
Seine Schwerpunkte sind allgemeine BWL, Strategie, Technologie- und Innovationsmanagement, digitale Plattformen und Open Innovation.

## Ehrenamt
Seit 2016 ist er im Vorstand der Rudolph-Lohff-Stiftung, die bedürftige Studierenden am Fachbereich Sozialökonomie finanziell unterstützt.
In der Freiwilligen Feuerwehr Hamburg engagiert er sich seit 2021 als Feuerwehrmann.